# Yeom Jeong-a
Yeom Jeong-a (* 28. Juli 1972 in Seoul) ist eine südkoreanische Schauspielerin.

## Filmografie
- 1992: Jazz Bar Hiroshima
- 1995: Terrorist (테러리스트)
- 1999: Tell Me Something (텔 미 썸딩)
- 2002: H
- 2003: A Tale of Two Sisters
- 2004: The Big Swindle (범죄의 재구성)
- 2004: Lovely Rivals (여선생 VS 여제자)
- 2004: Three… Extremes
- 2005: Sad Movie (새드무비)
- 2005: Boy Goes to Heaven (소년, 천국에 가다)
- 2006: The Old Garden (오래된 정원)
- 2007: The Worst Guy Ever
- 2007: Small Town Rivals (이장과 군수)
- 2009: War of the Wizards
- 2012: The Spy (간첩)
- 2014: Cart (카트)
- 2017: The Mimic – Dunkle Stimmen (장산범)
- 2018: Intimate Strangers (완벽한 타인 Wanbyeokan Tain)